# NGC 2784
NGC 2784 (również PGC 25950 lub UGCA 152) – galaktyka soczewkowata (S0), znajdująca się w gwiazdozbiorze Hydry. Odkrył ją William Herschel 20 listopada 1784 roku.